# 惡童
《惡童》（日语：鉄コン筋クリート）是日本漫畫家松本大洋的漫畫作品，後來被製成動畫電影，並在2006年12月23日於日本上映，在2007年5月31日於香港上映。台灣2010年9月12日晚上9點東森電影台播放。

## 劇情概要
故事在「地獄之街」寶町，那裡充滿義氣、人情和暴力。在寶町住了兩個自由自在的少年－「黑」和「白」。不過，這個城市將會被重新開發，實行「孩子之城」計劃，意圖控制整個城市，「黑」和「白」兩人的命運亦受到重大改變……

## 登場人物
黑（聲：二宮和也）
本作主角之一，居住在寶町的孤兒。右眼有傷痕。以敲詐、偷竊和搶劫等犯罪方式作為生活手段。擁有身體能力「飛」。以保護白和寶町為己任。知道鎮上的少年「黃鼠狼」傳說，故事最後揭露傳說中的少年「黃鼠狼」其實是他的另一面人格。
白（聲：蒼井優）
本作主角之一，居住在寶町。喜歡從襲擊對象奪取手錶。擁有身體能力「飛」。
鈴木（聲：田中泯）
俗稱「老鼠」的流氓。曾離開寶町，但之後回來，是寶町的地頭蛇，以前是身為藤村下屬的基層警察。
木村（聲：伊勢谷友介）
鈴木的門徒。為懦弱的對手提供昂貴的「專業意見」，後來威脅朱古力被黑打成重傷，使得黑道高層不滿，鈴木讓他以休息名義避風頭，木村誤以為不受信任意志消沉，被蛇暗地拉攏。故事最後用蛇給予的手槍了結鈴木，同時正要與懷孕的女友搬家到遠處時被蛇的手下槍殺。
藤村（聲：西村知道）
任職於寶町警署的資深刑警，鈴木過去任職警察時的前上司。
澤田（聲：宮藤官九郎）
畢業於東京大學的青年刑警，現於寶町警署工作。在任何環境也能保持冷靜。
源六（聲：納谷六朗）
被稱為「爺爺」的流浪漢。對於黑和白來說就像是有著親人一樣，是他們唯一信任的大人。他用豐富歷練的知識溫柔的守護黑和白。非常喜歡喝酒，但討厭暴力，十分反對黑的生存的方式。
蛇（聲：本木雅弘）
神秘組織的成員。「孩子之城」寶町支店的負責人，為達目的不擇手段。
朝夜兄弟（聲：玉木有紀子、山口真弓）
一樣是二人組，原本住在另一個城市，直到被蛇派出的殺手三人組追殺被迫離開他們居住的城市，想佔領寶町因此與黑跟白宣戰卻被擊敗。

## 單行本
| 冊數 | 小學館       | 小學館             | 時報文化       | 時報文化               | 玉皇朝       | 玉皇朝             |
| 冊數 | 初版發售日期 | ISBN               | 初版發售日期   | ISBN                   | 初版發售日期 | ISBN               |
| ---- | ------------ | ------------------ | -------------- | ---------------------- | ------------ | ------------------ |
| 1    | 1994年2月    | ISBN 4-09-184731-5 | 1997年12月28日 | ISBN 978-957-132-335-0 |              | ISBN 962-997-685-4 |
| 2    | 1994年4月    | ISBN 4-09-184732-3 | 1998年1月20日  | ISBN 978-957-132-457-9 |              |                    |
| 3    | 1994年5月    | ISBN 4-09-184733-1 | 1998年2月28日  | ISBN 978-957-132-458-6 |              |                    |

## 外部連結
- （日語） Tekkon Kinkreet official site （页面存档备份，存于）
- Tekkon Kinkreet official site at Sony Pictures
- Otaku USA interview with Michael Arias
- IONCINEMA.com interview with Michael Arias （页面存档备份，存于）
- Daily Yomiuri/de-VICE interview with Michael Arias
- Interview with Arias （页面存档备份，存于）
- Tekkon Kinkreet trailer （页面存档备份，存于）
- Tekkon Kinkreet （页面存档备份，存于） at Anime News Network
- （日語） Production I.G official site[永久]

1. ↑  聯合線udn
（页面存档备份，存于）